# Raipur (Bangladesh)
Raipur è un sottodistretto (upazila) del Bangladesh situato nel distretto di Lakshmipur, divisione di Chittagong. Si estende su una superficie di 201,32 km² e conta una popolazione di 275.160  abitanti (censimento 2011).